# Еудженіо Ладзаріні
Еудже́ніо Ладзарі́ні (італ. Eugenio Lazzarini; народився 26 березня 1945, Урбіно, Італія) — італійський мотогонщик, триразовий чемпіон світу з шосейно-кільцевих мотогонок MotoGP: двічі в класі 50сс (1979, 1980) та одного разу у класі 125сс (1978).

## Біографія

### Кар'єра мотогонщика
У 1967 році Еугеніо Лаззаріні переміг на чемпіонаті Італії в класі 125сс серед юніорів. В наступному році перейшов в розряд «дорослих», посівши у чемпіонаті Італії четверте місце, виступаючи у класі 125сс на мотоциклі Bultaco. У 1969 році Лаззаріні, виступаючи за кермом Aermacchi, покращив свої результати у чемпіонаті Італії, посівши друге місце.
Кар'єра Еугеніо Лаззаріні в чемпіонаті світу починається в 1969 році, коли він взяв участь у двох гонках в класі 50сс з Morbidelli та одній в класі 250сс з Benelli. У наступні три роки він брав участь у декількох гонках протягом сезону.
Перший повноцінний сезон у чемпіонаті світу Лаззаріні провів у 1973 році, провівши вісім гонок у класі 125сс з Maico. Цей рік подарував Еугеніо першу перемогу на етапах серії, яка сталася на Гран-Прі Нідерландів у класі 125сс.
Залишивши виступи у класі 50сс в 1970 році, Лаззаріні знову повертається до нього у 1975 році, до кінця кар'єри регулярно виступаючи у двох класах: 50сс і 125сс (окрім сезонів 1981 і 1984 років, коли він виступав лише у 125сс).
У 1975 році Еугеніо виграв свій перший Гран-Прі в класі 50сс: у Швеції на Piovaticci.
У 1978 році Лаззаріні завоював свій перший титул чемпіона світу, виступаючи в класі 125cc на MBA, протягом сезону вигравши 4 з 10 гонок.
В наступному році Еугеніо повторив свій успіх, вигравши чемпіонат світу в класі 50сс, виступаючи на Kreidler. У 1980 році Лаззаріні вдруге поспіль виграв чемпіонат світу в класі 50сс, виступаючи на IPREM — мотоциклі, який сконструював його друг Гвідо Манчіні, що до цього був звільнений з Kreidler.
Кар'єру у MotoGP Еугеніо Лаззаріні завершив у 1984 році.

### Кар'єра менеджера
Після завершення виступів у MotoGP як мотогонщик, Еугеніо Лаззаріні розпочав свою кар'єру як менеджер команди «Team Italia». Під його керівництвом гонщикам команди тричі поспіль вдалося виграти чемпіонат світу в класі 125сс:
| Сезон | Мотоцикл | Гонщик         |
| ----- | -------- | -------------- |
| 1985  | Garelli  | Фаусто Грезіні |
| 1986  | Garelli  | Лука Кадалора  |
| 1987  | Garelli  | Фаусто Грезіні |

У 2003 році президент Італії Чампі нагородив Еугеніо Лаззаріні почесною відзнакою «Кавалер ордена за заслуги перед Італійською Республікою», що підняло його в один ряд із такими видатними італійськими чемпіонами, як Джакомо Агостіні, Бруно Руффо, П’єр Паоло Б’янчі та Карло Уббіалі.
Онук Еугеніо Лаззаріні, Іван теж професійно займався мотоспортом, виступаючи на чемпіонаті світу з Supermoto.

## Статистика виступів

### MotoGP

#### У розрізі сезонів
| Сезон  | Клас   | Мотоцикл          | Гонки | Перемоги | Подіуми | Поули | Очки | Місце |
| ------ | ------ | ----------------- | ----- | -------- | ------- | ----- | ---- | ----- |
| 1969   | 50cc   | Morbidelli        | 2     | 0        | 0       | 0     | 6    | 21    |
| 1969   | 250cc  | Benelli           | 1     | 0        | 0       | 0     | 4    | 33    |
| 1970   | 50cc   | Morbidelli        | 2     | 0        | 0       | 0     | 9    | 12    |
| 1970   | 125cc  | Morbidelli        | 1     | 0        | 0       | 0     | 5    | 31    |
| 1971   | 125cc  | Maico             | 2     | 0        | 0       | 0     | 3    | 32    |
| 1972   | 125cc  | Maico             | 4     | 0        | 0       | 0     | 22   | 11    |
| 1973   | 125cc  | Maico             | 8     | 1        | 2       | 0     | 59   | 5     |
| 1974   | 125cc  | Piovaticci        | 2     | 0        | 0       | 0     | 9    | 20    |
| 1975   | 50cc   | Piovaticci        | 7     | 1        | 6       | 7     | 61   | 2     |
| 1975   | 125cc  | Piovaticci        | 8     | 0        | 3       | 1     | 47   | 5     |
| 1976   | 50cc   | Morbidelli        | 7     | 0        | 4       | 0     | 53   | 4     |
| 1976   | 125cc  | Morbidelli        | 6     | 0        | 1       | 0     | 26   | 7     |
| 1977   | 50cc   | Kreidler          | 6     | 2        | 5       | 3     | 72   | 2     |
| 1977   | 125cc  | Morbidelli        | 9     | 1        | 8       | 1     | 105  | 2     |
| 1978   | 50cc   | Kreidler          | 5     | 2        | 5       | 3     | 64   | 2     |
| 1978   | 125cc  | MBA               | 10    | 4        | 8       | 5     | 114  | 1     |
| 1979   | 50cc   | Kreidler          | 5     | 5        | 5       | 4     | 75   | 1     |
| 1979   | 125cc  | MBA               | 4     | 0        | 0       | 0     | 22   | 15    |
| 1980   | 50cc   | Kreidler Van Veen | 6     | 2        | 6       | 1     | 74   | 1     |
| 1980   | 125cc  | Iprem             | 2     | 0        | 0       | 0     | 8    | 17    |
| 1981   | 125cc  | Iprem             | 1     | 0        | 0       | 0     | 8    | 18    |
| 1982   | 50cc   | Garelli           | 5     | 3        | 5       | 1     | 69   | 2     |
| 1982   | 125cc  | Garelli           | 9     | 2        | 6       | 3     | 95   | 2     |
| 1983   | 50cc   | Garelli           | 5     | 3        | 5       | 2     | 69   | 2     |
| 1983   | 125cc  | Garelli           | 7     | 1        | 5       | 3     | 67   | 3     |
| 1984   | 125cc  | Garelli           | 8     | 0        | 7       | 1     | 78   | 2     |
| Всього | Всього | Всього            | 132   | 27       | 81      | 35    | 1224 |       |